# Nidal al-Shaar
Nidal al-Shaar est un homme politique syrien qui est actuellement ministre de l'Économie et du Commerce.